# Nointel (Oise)
Nointel /nwɛ̃ˈtɛl/ è un comune francese di 1 036 abitanti situato nel dipartimento dell'Oise della regione dell'Alta Francia.

## Società

### Evoluzione demografica
Abitanti censiti